# Курт Кунке
Курт Кунке (на германски Kurt Kuhnke) е бивш пилот от Формула 1.
Роден на 30 април 1910 година в Шчечин, Германия.

## Формула 1
Курт Кунке прави своя дебют във Формула 1 в голямата награда на Германия през 1963 година. В световния шампионат записва 1 състезания, като не успява да спечели точки. Състезава се с частен Лотус.